# Julian Clarke
Julian Clarke (Vancouver, 3 de setembro de 1977) é um editor de cinema canadense. Como reconhecimento, foi nomeado ao Oscar 2010 na categoria de Melhor Edição por District 9.